# Stephen Crawford (homme politique)
Pour les articles homonymes, voir Stephen Crawford et Crawford.
Stephen Crawford est un homme politique provincial canadien de l'Ontario.

## Biographie
Stephen Crawford étudie en science politique à l'Université Western Ontario et en affaires à l'Université de Toronto. Après avoir obtenu un Canadian Investment Manager (en) (CIM), il travaille pour la firme de conseiller financier Midland Walwyn. Cette dernière est acquise par AGF Management Ltd en 2011.

## Politique provinciale
Candidat progressiste-conservateur dans la circonscription d'Oakville en 2018, il est élu face au député libéral sortant, Kevin Flynn. En juin 2019, il est nommé assistant-parlementaire au Ministère de l'Infrastructure.